# استرتون آن دانزمور
استرتون آن دانزمور (به انگلیسی: Stretton-on-Dunsmore) یک روستا و محله مدنی در بریتانیا است که در Rugby واقع شده‌است. استرتون آن دانزمور ۱٬۱۵۹ نفر جمعیت دارد.